# NIC-44A
La NIC-44A  es una importante carretera nacional clasificada como colectora principal en Nicaragua. Esta vía comienza en el Oeste, conectándose con la NIC-12A en León, Departamento de León y culmina en la NIC-22 en La Paz Centro, departamento de León.

## Extensión
Con una extensión de 16,58 millas (26,7 km), la NIC-44A juega un rol clave en la conectividad y transporte de la región.